# Maniola alba
Maniola alba är en fjärilsart som beskrevs av Blackie 1920. Maniola alba ingår i släktet Maniola och familjen praktfjärilar. Inga underarter finns listade i Catalogue of Life.